# Chikindzonot
Chikindzonot é um município do estado do Iucatã, no México. Conta com uma extensão territorial de 352,56 km². A população do município calculada no censo 2005 era de 4.045 habitantes.